# Elecciones parlamentarias de Kiribati de 2020
Las elecciones parlamentarias de 2020 en la República de Kiribati se celebraron el 14 de abril de 2020, con una segunda vuelta llevada a cabo el 21 de abril de 2020. En principio, se iban a celebrar el 7 de abril, con una segunda ronda de votaciones que se celebraría el 15 de abril. Sin embargo, a finales de marzo la Comisión Electoral cambió la fecha de votación.
Las elecciones dieron como resultado que el partido pro China del presidente Taneti Maamau, Tobwaan Kiribati, perdiera la mayoría en el Maneaba ni Maungatabu, frente a partidos que están a favor de a Taiwán o que criticaban su manejo del reconocimiento diplomático de la República Popular. Sin embargo, el 22 de mayo, durante la primera sesión del nuevo Parlamento, el mismo se encontró dividido; 22 parlamentarios del partido Boutokaan Kiribati Moa y 22 diputados de la antigua mayoría.

## Sistema electoral
Los 46 miembros del Maneaba ni Maungatabu son elegidos por tres métodos; 44 son elegidos en 23 distritos electorales de uno o varios miembros (siete con un asiento, once con dos asientos y siete con tres asientos)  utilizando un sistema modificado de dos rondas. Los otros dos miembros de la Cámara consistían en un escaño elegido por el Consejo de Líderes de Rabi, y un Presidente elegido después de las elecciones fuera de la Cámara de la Asamblea. Los votantes tienen tantos votos como el número de escaños en sus circunscripciones.
En las circunscripciones de un solo miembro, un candidato es elegido en la primera ronda si recibe más del 50% de los votos emitidos. En las circunscripciones de dos o tres miembros, un candidato debe recibir al menos el 25% de los votos para ser elegido en la primera ronda. Donde no se llenan todos los asientos, se lleva a cabo una segunda ronda con el número de candidatos igual al número de asientos restantes más dos. Un empate en la segunda ronda resulta en una tercera ronda de votación.

## Resultados
| Partido        | Partido                | Primera Vuelta  | Segunda Vuelta  | Escaños       | Escaños |
| Partido        | Partido                | Escaños         | +/-             | Nº de escaños | +/−     |
| -------------- | ---------------------- | --------------- | --------------- | ------------- | ------- |
|                | Boutokaan Kiribati Moa | 13              | 9               | 22/45         | 9       |
|                | Tobwaan Kiribati       | 10              | 12              | 22/45         | 9       |
|                | Independiente          | -               | -               | 1/45          |         |
| Votos anulados | Votos anulados         | 56 (0,15%)      | 32 (0,12%)      |               |         |
| Participación  | Participación          | 44.271 (87,88%) | 30.953 (86,84%) |               |         |